# Давид Бронштајн
Давид Ијонович Бронштајн (19. фебруар 1924 – 5. децембар 2006.) је био совјетски шахиста. Титулу међународног велемајстора стекао је још од 1950. од стране ФИДЕ, пропустио је прилику 1951. да постане Светски Шаховски Шампион. Бронштајн је био један од најјачих играча од средине 1940. до средине 1970. године, његови ривали су га описивали као креативног генија и мајстора тактике. Такође је био установљен као писац шаховских књига, његова књига „Цирих Интернационални Шаховски Турнир 1953" је разматрана као једна од најбољих шаховских књига икадa написана.

## Младост
Давид Бронштајн је рођен у Белој Цркви у Украјини, родитељи су му били Јевреји. Одрастао је у сиромашној породици, научио је шах са шест година од свог деде. Као младић у Кијеву, био је учен од познатог Међународног Мајстора Александра Константипољског. Завршио је као други у Првенству Кијева када је имао 15 година, и постигао титулу Совјетског Мајстора са 16 година пласирајући се као други на Украинском Шаховском Првенству 1940. године иза Исака Болеславског, са којим је постао близак пријатељ на и ван турнира. Касније је оженио његову ћерку Татјану, 1984. године.
Након завршетка средње школе на пролеће 1941, планове да студира математику на Кијевском Универзитету је прекинуло ширење Другог Светског Рата кроз источну Европу раним 1940-им. Стигао је до полуфинала 1941 на Совјетском Првенству, али је овај догађај отказан јер је рат почео. Убрзо након завршетка рата, кренуо је да похађа Лењинградски Политехнички Институт, где је студирао отприлике годину дана.Процењен је неподобним војним службама, Бронштајн је провео рат радећи разне послове, послове које је укључивало реконструкцију зграда оштећених ратом, као и остале сличне послове.
Такође за време рата, његов отац, Јохонон, је неправедно био заточен неколико година у Гулагу и био је приведен без конкретних разлога да је починио икакав злочин, како је касније откривено. Постојала је и гласина да је Бронштајн био повезан са осрамоћеним бившим лидером Совјетских Комуниста Леоном Тротским (чије је породично име било Бронштајн), он је описан као непотврђен, али сумњив, од стране Бронштајна у његовој књизи Чаробњаков ученик (1995). Ова веровања би могла да објасне заточеништво његовог оца.

## Пут ка Велемајстору
Како се плима окренула победи Совјета у рату, над Нацистичким освајачима, Бронштајн је опет могао да игра конкурентни шах. Његов први велики турнир је био 1944 Совјетско првенство, где је освојио партију против (будућег светског шампиона) Михаила Ботвиника. Бронштајн се преселио у Москву при свршетку рата. Тако је виђен као обећавајући али још недоказани млади играч, међу десетинама јаких Совјетских играча, ниво игре је драстично подигао, те се пласирао трећи 1945 на Совјетском Првенству. 
Овај резултат му је обезбедио место у Совјетском тиму: освојио је обе своје партије на шаховкој табли бр. 10, тиме помагајући Совјетском тиму да постигне победу у чувеној партији између Совјета и Американаца 1945. године. Касније се успешно такмичио у неколико тимских мечева, и полако је доказао да припада самој елити Совјетског шаха. Бронштајн је изједначио за прво место на Совјетском Првенству обе 1948 и 1949. 

## Изазивач за Светску Титулу (1948—1951)
Бронштајнов први значајни међународни успех на турниру се десио у Салтисибадену Интерзонал 1948, које је освојио. Његово место за квалификације на овом турниру је од номинација страних шаховских федерација. Титулу Велемајстора стекао је 1950-те, када је ФИДЕ, Светска Шаховска Федерација формализовала процес.
Његова Интерзонал победа га је квалификовала за Турнир Кандидата 1950 у Будимпешти. Бронштајн је победио Болеславског 1950 у Москви у одлучујућој партијим, којој је претходила два продужена меча, након што су два завршили изједначено у Будимпешти. У периоду између 1945-1950 је био велики успон у развоју Бронштајна, јер је достигао меч са титулу Светког Шаховког Шампиона 1951. године.

## 1951 Меч Светског Првенства против Ботвиника
Бронштајн је сматран као један од најбољих који није освојио Светско Првенство. Био је близу тог циља када је изједначио меч са Михаилом Ботвиником 12-12 1951 на Светском Првенству, са тадашњим шампионом. Сваки од играча је освојио пет мечева, а осталих 14 су изједначени. У мечевима који су могли однети победу на било коју страну, међусобно су тестирали једни друге у различитим отварањима, и сваки меч је напет и игран до самог краја. Бронштајн је често избегавао линије које су му одговарале раније у почетку турнира, и природно се адаптирао Ботвинковом начину игре.
Та стратегија је чини се ухватила Ботвиника неспремног, који није играо конкурентни шах три године, од освајања титуле 1948. Квалитет игре је био обостран, да би касније Ботвиник критиковао себе за слабу игру. Он је само површински признао Бронштајнов велики таленат. Бронштајн је освојио четири од пет мечева јаком комбинационом игром. Водио је за један поен, иако су следиле још две партије, али је изгубио 23 партију и финалну 24 је изједначио. Под ФИДЕ правилима, титула је остала ономе ко је и поседовао, и Бронштајн више никада није био толико близу.
Ботвиник је изјавио да је Бронштајнов гyбитак проистекао из склоности за не препознавање технике завршнице и једноставним потезима. Ботвиник је освојио четири завршнице након одлагања, и његова пета победа је била из завршнице против Бронштајна у којој је предао у 40-ом потезу. Ови одлагани мечеви су омогућили Ботвинику да има 4 од 5 победа. У овим партија Ботвиник је имао минималну предност након 40. потеза.
Наводно су неки говорили да су Бронштајна приморавали да изгуби, и да дозволи Ботвинику да добије. Бронштајн никада није потврдио ове тврдње, али је касније написао да је боље што није освојио светску титулу, будући да би његова личност била у нескладу са Совјетском бирократијом. Бронштајнов отац је понекад у тајности био у публици током меча за титулу 1951, док се још није перселио у Москву.

## 1953 Кандидати
Бронштајн је био изазван током Турнира Кандидата 1953 у Швајцарској, и завршио је као другопласирани са изједначеним бројем поена заједно са Пол Кересом и Семјуелом Решевским, два поена иза Васили Смислова. Спекулисало се да је постојао притисак на Совјетске играче, да се договоре, не би ли осигурали да Совјет победи. Бронштајн је само делимично потврдио ове гласине у својим обраћањима и писањима, признавајући да је постојао јак психолошки притисак и да је било на њему самом да ли ће том притиску одолети или неће.
У својој последњој књизи објављеној 2007 убрзо након његове смрти. Бронштајн је отишао корак даље и наводно је постојао притисак да он и Керес изједначе своје партије са Смисловим, да би осигурали да Смислов буде испред Решевског. Касније је наводно Смислов био већи фаворит изнад Бронштајна и Кереса јер је био Рус док ова двојица нису.

## Каријера након 1953
Резултат из Кандидата 1953 гаје директно квалификовао за Готенбург Интерзонал 1955, који је он добио са убедљивим резултатом. Затим се пласирао између треће и седме позиције, где су испред њега били на првом месту Смислов и на другом Керес. Бронштајн је морао да се квалификује за Интерзонал 1958, то је и учион јер се пласирао као тећи на Совјетском Шампионату у Риги 1958. На Интерзоналу 1958, Бронштајн кога је Боби Фишер сматрао победником пре почетка самог турнира, пропустио је шансу да се пласира у Кандидате 1959 за пола поена, притом губећи последњу партију против знатно слабијег играча Филипинa Родолфa Тан Цардосa, када је нестало струје услед грмљавине у току партије, и то је узроковало губитак концентрације. Бронштајн је пропустио квалификације за Совјет Зонал 1962. Затим је у Амстердаму 1964, Бронштајн направио добар резултат, али су само три Совјета могла да иду даље, по ФИДЕ правилима, и опет је завршио иза свог сународника Смислова, Михала Таља и Бориса Спаског. Његов последњи Иnтерзонал је био у 49 години где се пласирао као шести у Петрополису 1973.
Бронштајн је пуно пута заузимао прво место на турнирима, међу најпознатијим партијама су биле оне са Совјетског Шаховског Првенства 1948 и 1949. Такође је делио друго место на Совјетском Првенству 1957 као и 1964 и 1965. Делио је прво место и са Марк Таимановим на Светском Студентском Првенству 1952 у Ливерпулу. Бронштајн је шест пута освајач Московског Првенства, као и представник Совјетског Савеза на Олимпијади 1952, 1954, 1956 и 1958. године, и од 50 партија, само је једну изгубио у тим догађајима.
Успут је освојио 4 олимпијска злата за свој тим. У тимском мечу 1954 против САД (Одржаног у Њујорку), Бронштајн је готово почистио своје противнике, освајајући све четири партије на табли број 2. Даље значајније победе на турнирима је остварио у Хејстингсу 1953-1954, Београду 1954, Готи 1957, Москви 1959, Сзомбатхелy 1966, Источном Берлину 1968, Днепетроску 1970, Сарајеву 1971, Сандомјежу 1976, Ивоњич-Здроју 1976, Будимпешти 1977 и Јурмали 1978.

## Наслеђе и касније године
Давид Бронштајн је написао пуно књига и чланака о шаху, и био је шаховски колумниста за дневни лист Инвестиа дуги низ година. Највише је пре свега цењен за књигу „Цирих Интернационали Шаховски Турнир 1953". Ова књига је била популарна у Совјетском Савезу, која је имала доста издавања, и сматра се као једна о најбоље написаних шаховских књига икада. У најскорије време је написао аутобиографску Чаробњаков ученик (1995), са својим пријатељем Томом Фрустебергом. Обојица су оставили траг у шаховском издаваштву. Бронштајн је више писао о идејама које су се криле иза самих потеза него о анализама који су се потези могли одиграти.
Бронштајнова романтична визија се могла видети успешним усвајањем ретко виђеног Краљевог Гамбита у најкомпететнијим такмичењима. Он је био пионир теоретског и практичног рада (заједно са Украјинцем Болеславским и Ефимом Гелером) у преображају Краљеве Индијске Одбране од непроверене и нејасне варијације до популарног исстема који треба запамтити и који је он приказао у својој књизи из 1999 под називом Бронштајн и Краљева Индијска Одбрана. Током своје каријере, Бронштајн је играо широк спектар отварања, који је био незамислив у врхунском шаху.
Две варијације су именоване по њему. У Каро-Кан Одбрани, такозвана Бронштајн-Ларсен Варијација: 1.е4 ц6 2.д4 д5 3.Нц3 дџе4 4.Нџе4 Нф6 5.Нџф6+ гџф6. Као и у Скандинавској Одбрани, такозвана Бронштајн-Варијација: 1.е4 д5 2.еџд5 Qџд5 3.Нц3 Qд8.
Бронштајн је био визионар шаха. Био је заговорник бро потезног такмичарског шаха. 1973. године је увео идеју о додавању времена након сваког потеза, варијанту која је постала веома популарна последњих година и која је имплементиран у готово свим дигиталним шаховским сатовима. Кад год је имао прилику играо је против компјутера и углавном је остваривао добре резултате.
Бронштајн је уживао експериментишући са необичним и ненадмашним отварањима попут Краљевог гамбита и Латвијског Гамбита, међутим их није играо у озбиљним партијама. Као и већина велемајстора преферирао је е4 отварања, посебно Руј-Лопез, Француску Одбрану и Сицилијанску Одбрану. Иако је имао позамашно знање о теорији отварања, техника завршнице му није била толико поуздана. У каснијим годинама, Бронштајн је и даље био активан на турнирима, често у западној Европи након распада Совјетског Савеза. Очувао је висок стандард (освајајући Хејстингс 1994-1995 у 70-ој години живота), написао је неколико битних шаховских књига, инспирисао је и младе и старе.
Бронштајн је умро 2006 у Минску, Белорусији од компликација високог крвног притиска. Његова последња књига је готово била завршена пре него што је умро, издата је 2007 под називом „Тајне Белешке" писан од стране Давидa Бронштајна и Сергеја Воронкова, Цирих 2007. У уводу у књигу Гари Каспаров се диви Бронштајновом доприносу шаху, и његово је мишљење да је Бронштајн требао да добије меч 1951 против Ботвиника.

## Најбоље комбинације
Током меча 1962 Мoсквe против Лењинграда, Бронштајн је играо на главној табли за Московски тим. Са белим фигурама поразио ја Виктора Корчноја у партији која се завршила тактиком коју је касније описао као једну од најбољих комбинација у свом животу, ако не и најбољу:
1.е4 е5 2.Нф3 Нц6 3.Бб5 а6 4.Ба4 Нф6 5.0-0 Нџе4 6.д4 б5 7.Бб3 д5 8.дџе5 Бе6 9.ц3 Бе7 10.Бц2 0-0 11.Qе2 ф5 12.еџф6 Бџф6 13.Нбд2 Бф5 14.Нџе4 Бџе4 15.Бџе4 дџе4 16.Qџе4 Qд7 17.Бф4 Рае8 18.Qц2 Бх4 19.Бг3 Бџг3 20.хџг3 Не5 21.Нџе5 Рџе5 22.Рфе1 Рд5 23.Рад1 ц5 24.а4 Рд8 25.Рџд5 Qџд5 26.аџб5 аџб5 27.Qе2 б4 28.цџб4 цџб4 29.Qг4 б3 30.Кх2 Qф7 31.Qг5 Рд7 32.ф3 х6 33.Qе3 Рд8 34.г4 Кх8 35.Qб6 Рд2 36.Qб8+ Кх7 37.Ре8 Qџф3 38.Рх8+ Кг6 39.Рџх6+
Бронштајн: „Корчнои је био узнемирен. Записао је мој потез на папиру и полако је анализирао позицију. Мислим да је њему изгледало невероватно да бели може да жртвује свог последњег топа („Ни сам нисам могао веровати"). И онда након што је себе уверио, предао је меч."